# Ak 5
Ak 5（Automatkarbin 5）は、ボフォース社が製造するスウェーデンの自動小銃である。

## 概要
Ak 5は、スウェーデン軍の主力小銃Ak 4（H&K G3のライセンス生産）の後継小銃として、ベルギーのFN社製アサルトライフルFN FNCをスウェーデンの気候条件に合わせて改良した銃である。5年間のFNCからの設計変更作業ののち、1986年から軍に正式配備が開始された。また、Ak 5はAk 4の完全な置換を目的として配備されているわけではなく、郷土防衛隊は現在も以前と同様にAk 4を改修したAk 4Bを使用し続けている。
FNCからの主な変更点は以下の通りである。
- 耐腐食性を伴うグリーンの塗装
- 前部アイアンサイトおよびガスブロックの形状変更
- ハンドガードの形状変更
- 3点バースト射撃機能の廃止
- ボルトの改良
- マガジンリリースボタンの大型化
- トリガーガードの大型化
- ボルトハンドルの形状変更
- フラッシュサプレッサーの形状変更
- FNC型ストックと形状変更されたストックの併用

2004年から2009年にはアフガニスタンなど危険度の高い海外派遣部隊のAk 5から優先的に大規模な近代化改修が実施された。この改修型がC型であり、初期のAk 5およびSUSAT L9A1トリチウムサイトを装備するマークスマン・モデルであるAk 5BはC型によって置き換えが始まり現在は完了している。また、Ak 5Cには近代化モデルを正式採用する前に作られた試作モデルであるAk 5CFがある。Fはförsök（「試作」の意）の頭文字。
Ak 5からの主な変更点は以下の通りである。
- 信頼性の向上
- 銃身長を350mmへ短縮
- フラッシュサプレッサーの形状変更

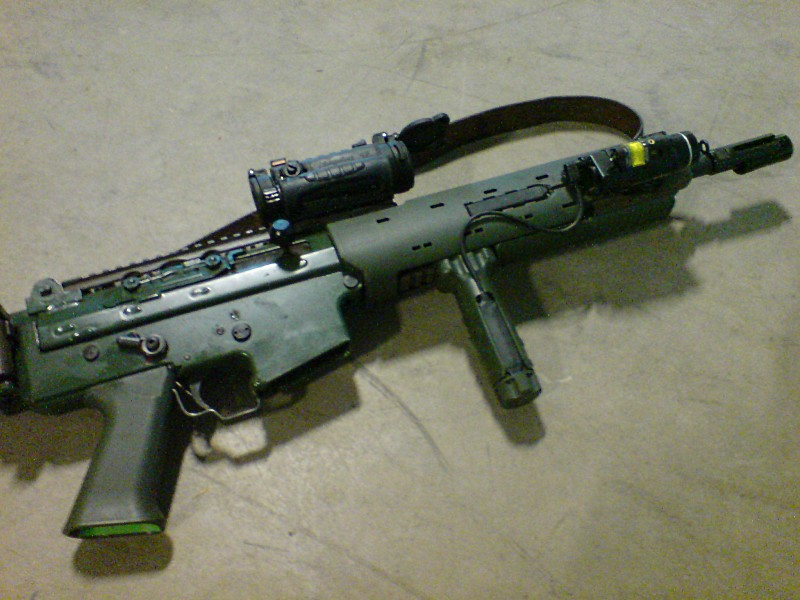
Ak 5C

- ピカティニー・レールとライトなどのリモートスイッチの挿入部を備えた新型ハンドガードの装備
- レール取り付け式フォアグリップの装備
- アッパーレシーバーのピカティニー・レールの装備
- ドットサイトの標準装備
- ドットサイト搭載時に前部アイアンサイトが邪魔にならないようにフリップアップ（折り畳み）化
- ボルトストップ機能の追加
- 射撃モードセレクターの両利き化
- グリップの形状変更
- スリングスイベルの形状変更
- ナイロン製タクティカルスリングの導入
- プラスチック製シースルーマガジンの導入
- 伸縮機能付き銃床の装備

## バリエーション

### Ak 5D

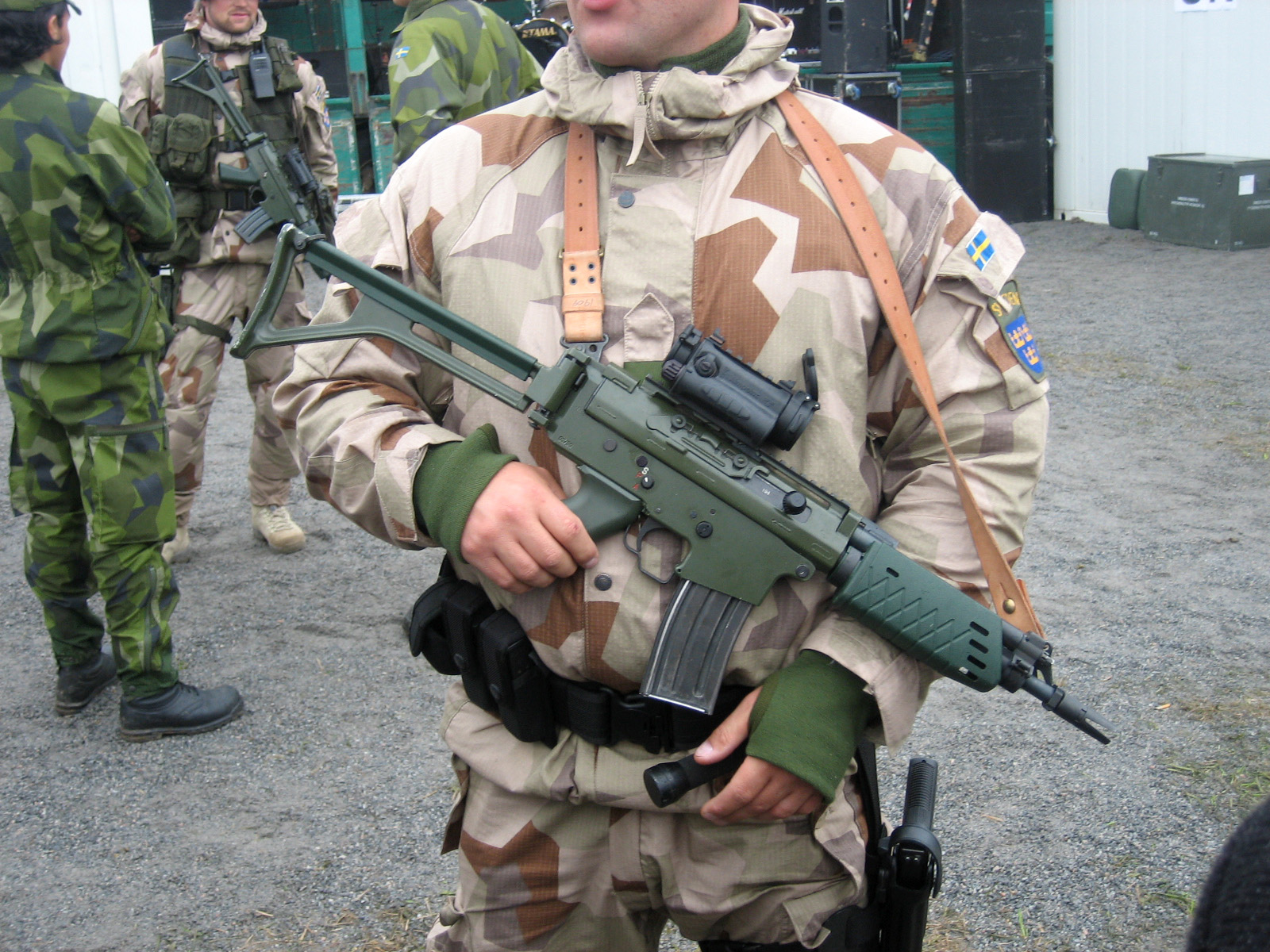
Ak 5D

Ak5Cの銃身を259mmに短縮、合わせてハンドガードも短縮したカービンモデルがAk 5Dである。レンジャー隊員や市街地での戦闘要員、車両搭乗員のために開発され、ピカティニー・レールを装備している。警察用にフルオート機能を廃したCGA5Pなどがある。現在はAk 5Cと同内容の改修を受けたものが使用されている。